# 조광 (잡지)
《조광》(朝光)은 일제강점기인 1935년 10월에 창간된 월간 잡지이다.

## 개요
조선일보 자매지로서 1935년 10월부터 발간을 시작하였다. 초기에는 순수 문예창작물 중심의 잡지였다.
일제 강점기 말기 방응모는 조선일보 폐간에 대비하여 조선일보사 출판부를 개편해 조광사를 설립하였다. 조선일보는 1940년 8월에 폐간되었고, 조선일보사 출판부가 발행하던 《조광》, 《여성》, 《소년》은 조광사가 발행하게 되었다. 이 가운데 《여성》과 《소년》은 1940년 12월에 폐간되었다.
1937년 중일 전쟁 발발 이후에 친일 성향이 크게 증가했고, 1941년 태평양 전쟁 발발 이후에는 완전한 친일 잡지로 변모하였다. 이 시기에는 징병제 실시에 대한 감사, 근로 동원 고취, 일본어 상용 주장, 태평양 전쟁 찬양 등이 주요 내용이었다. 친일 문예 작품을 싣기도 했다. 이 시기 사설에서 일장기와 나치 독일 하켄크로이츠 깃발, 파시스트 이탈리아의 국기를 게재하고 이들 간의 군국주의 삼국동맹을 "인류 역사상 획기적 대사건"이라고 극찬하기도 했다.
1944년 12월에 통권 110호로 종간되었다. 태평양 전쟁 종전 후인 1946년에 복간되었으나 1948년에 다시 종간되었다.

## 주요 필진
발행인은 방응모가 맡았으며, 주요 필진에는 다음 인물들이 포함되어 있었다.
| - 함상훈 - 유광렬 - 이창수 - 서두수 - 서춘 - 현영섭 - 이헌구 - 김기진 - 정교원 - 김활란 |

## 주요 논설과 기사
| 호수          | 제목                          | 필자                   |
| ------------- | ----------------------------- | ---------------------- |
| 1940년 3월호  | 내선일체에 대한 이념          | 윤치호                 |
| 1940년 5월호  | 내선일체와 총후청년의 임무    | 현영섭                 |
| 1940년 6월호  | 국민정신과 우리의 임무        | 현영섭                 |
| 1940년 9월호  | 근위내각의 신정책             | 함상훈                 |
| 1940년 10월호 | 조선통치 30년 소사(小史)      | 편집부                 |
| 1940년 12월호 | 일본정신의 정화(精華)         | 김한경                 |
| 1940년 12월호 | 우리들과 지원병               | 함대훈                 |
| 1941년 2월호  | 신체제와 이도선양(吏道宣揚)   | 편집부                 |
| 1942년 1월호  | 왜 미국을 치나                | 유광렬                 |
| 1942년 1월호  | 제국해군의 위용               | 이창수                 |
| 1942년 1월호  | 미일외교 80년사               | 이홍직                 |
| 1942년 1월호  | 대미·영전과 우리의 각오       | 주요한, 이종린, 김활란 |
| 1942년 1월호  | 성지참배통신                  | 이석훈                 |
| 1942년 2월호  | 선전일(宣戰日)의 교훈         | 방영태                 |
| 1942년 2월호  | 전필승(戰必勝) 공필취(攻必取) | 유억겸                 |
| 1942년 2월호  | 광명의 천지를 향하여          | 박흥식                 |
| 1942년 2월호  | 타도 동아의 공구자(恐仇者)    | 방응모                 |
| 1942년 2월호  | 신성한 의무                   | 여운홍                 |
| 1942년 2월호  | 광휘의 일생은 이것            | 서은숙                 |
| 1942년 2월호  | 총후여성의 힘                 | 허하백                 |
| 1942년 2월호  | 필승의 신념                   | 정인과                 |
| 1942년 2월호  | 여성의 무장                   | 김활란                 |
| 1942년 5월호  | 문학의 일본심(日本心)         | 서두수                 |
| 1942년 6월호  | 사상전·모략전·스파이          | 고원섭                 |
| 1942년 8월호  | 징병제 실시에 감사합시다      | (권두언)               |
| 1942년 9월호  | 1억 군민 총궐기               | (권두언)               |
| 1943년 9월호  | 조선민족의 발전적 해소론      | 김문집                 |
| 1943년 10월호 | 총후는 오로지 증산전에        | 편집부                 |
| 1943년 10월호 | 미소기 연성회 참가기          | 김지효                 |
| 1943년 12월호 | 보람 있게 죽자                | 최남선                 |
| 1943년 12월호 | 뒷일은 우리가                 | 김활란                 |
| 1943년 12월호 | 천재일우의 때                 | 이헌구                 |
| 1944년 1월호  | 성수무강(聖壽無疆)            | 편집부                 |
| 1944년 1월호  | 승패를 결정하는 해            | 한상룡                 |
| 1944년 1월호  | 대동아전쟁 3년                | 유광렬                 |
| 1944년 6월호  | 고하(古賀) 원수를 따르라      | 편집부                 |
| 1944년 8월호  | 국어를 상용합시다             | 편집부                 |
| 1944년 8월호  | 이 시련을 극복하라            | 이창수                 |
| 1944년 9월호  | 국민징용과 성업익찬           | 이창수                 |

## 같이 보기
- 조선일보
- 조선일보에 대한 비판

## 참고자료
- 친일인명사전편찬위원회 (2004년 12월 27일). 《일제협력단체사전 - 국내 중앙편》. 서울: 민족문제연구소. 537~540쪽쪽. ISBN 8995330724.